# Кінцвіський монастир
Кінцвіський монастир (груз. ყინწვისი) — православний грузинський монастир у регіоні Шида-Картлі, в східній Грузії, за 10 кілометрів від міста Карелі, на лісистому схилі високогірної долини річки Дзама.

## Історія
Монастирський комплекс Кінцвісі складається з трьох церков невизначеного походження. Вважається, що центральна (головна) церква, присвячена святому Миколаю, датується початком тринадцятого століття, який прийнято вважати золотим століттям Грузії. Дуже маленька каплиця, розташована поруч, висвячена святому Георгію і датується тим же періодом.

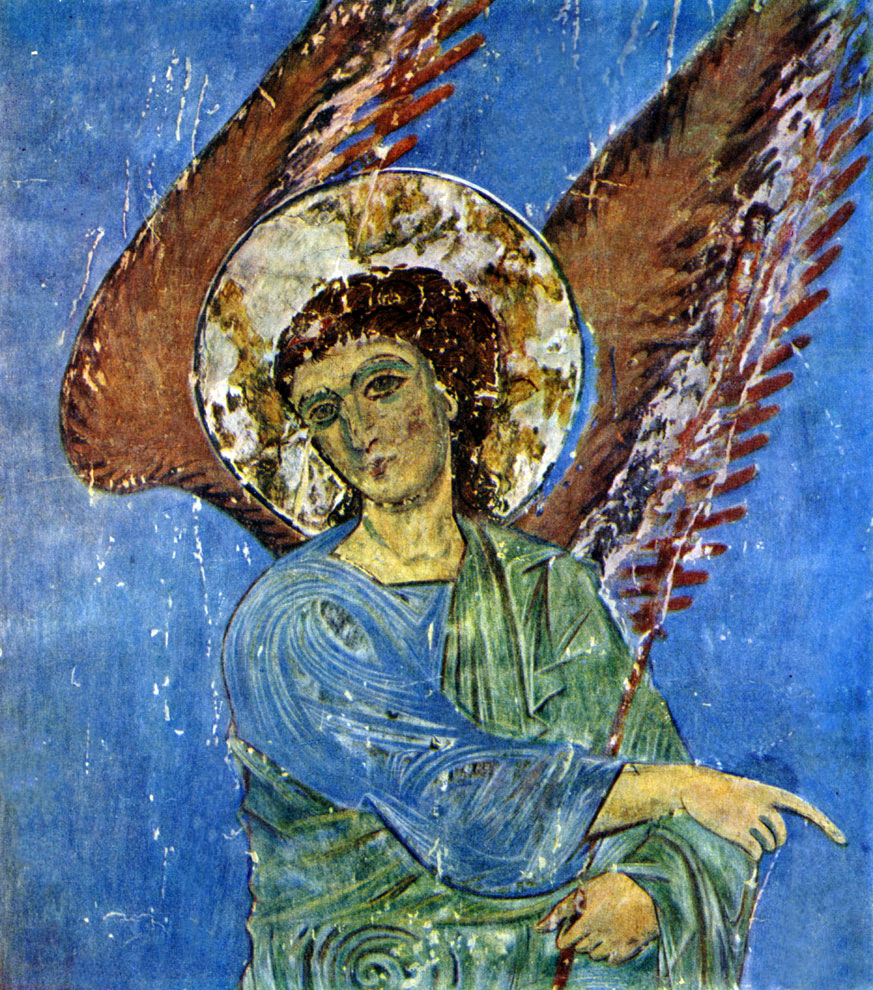
«Архангел Кінтісвісі», розфарбований афанським лазуритом, що свідчить про підвищення витонченості та ресурсів грузинських майстрів після правління Георгія III.

Найстаріша церква, висвячена Діві Марії, датується десятим і одинадцятим століттями, але, головним чином, вона знаходиться в руїнах.
В даний час церква внесена до списку Всесвітнього фонду пам'яток як польовий проект.

## Архітектура
Головна церква — це велика склепінчаста цегляна будівля з написом хрестів, у якій зберігаються унікальні зразки середньовічного монументального живопису настінного мистецтва початку тринадцятого століття.
У центральній позиції купола знаходиться Одигітрія в оточенні архангелів Михаїла та Гавриїла. У центральній частині арки купола знаходиться хрест у вигляді медальйона. Медальйони з чотирма євангелістами прикрашають кулони. Зображення архангелів повторюються на південній і західній стінах церкви. Сцени Нового Заповіту з'являються в північних стінах, також як і портрети грузинських царів, Георгія III, Тамари Великої та Георгія IV Грузії. Особливої уваги заслуговує постать сидячого ангела (так званий «Архангел Кінцвісі») композиції Воскресіння, витончено вказує на відкритий саркофаг, зображений на постатях царів між двома вікнами. Ці фрески датуються до 1205 року та класифіковані, завдяки розкішному використання афанського лазуриту для фарбування їх фону, як найкрасивіші картини того періоду.
Ці фрески були замовлені Антоном Гноліставісдзе, місцевими феодальними магнатом, який служив королівським міністром. Його фреска із зразком церкви в його руці представлена в нижньому регістрі південної стіни разом з циклом зображень сильно постраждалого святого Миколая та зображень різних святих Грузії.
Фрески з притворним нартексом датуються більш пізньою датою і були написані на замовлення видатної людини XV століття Зазу Панаскертелі, чий портрет також зображено тут.
Церква Діви Марії також містить Одигітрію, зведену на троні з Причастям Апостолів у його зруйнованій апсиді. Стіни цієї церкви, ймовірно, були повністю пофарбовані так само, як і головна церква, але все, крім апсиди, звалилося на схилі гори.